# Renée-Caroline-Victoire de Froulay

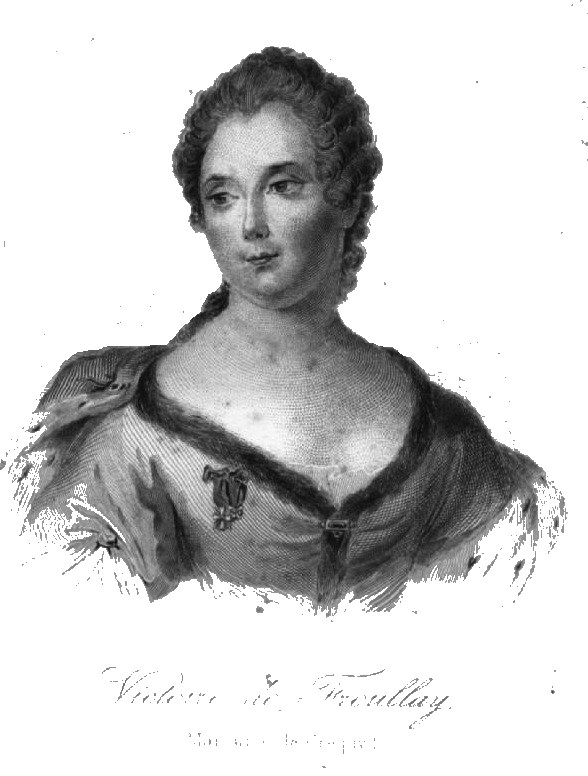
Renée-Caroline-Victoire de Froulay

Renée-Caroline-Victoire de Froulay de Tessé, Marquise de Créquy (* 19. Oktober 1714 im Schloss von Montflaux; † 3. Februar 1803 in Paris) war eine französische Intellektuelle und Salonnière, deren Memoiren Souvenirs de la Marquise de Créquy das Leben in Frankreich unter drei Königen, einer Republik und einem Konsul beschreiben.

## Leben
Renée heiratete im Mai 1737 in Paris Louis de Blanchefort, Marquis de Créquy. Noch im gleichen Jahr, nach nur sieben Monaten, gebar sie einen Sohn, Charles de Créquy. Er erbte nach dem Tod seines Vaters 1741 dessen Titel und Vermögen, seine Mutter wurde sein Vormund. Nach dem Tod ihres Gatten gründete sie einen bekannten und geschätzten Salon in Paris. Sie hielt Kontakt zu den größten Persönlichkeiten ihrer Zeit, wie Casanova, Voltaire oder Rousseau, aber auch zu Damen des Hofes, wie Madame de Maintenon.
Ihre Memoiren sind nicht nur von Bedeutung wegen des Zeitraumes, in dem sie handeln, sie geben auch ein detailgetreues Bild der Menschen und der Lebensweise wieder, die für uns heute interessant sind.

## Schriften
- Renée de Froulay, Marquise de Creqy: Souvenirs de la Marquise de Crequy, 5 Bände, Paris Text.